# Аллилуев, Сергей Яковлевич
Сергей Яковлевич Аллилуев (25 сентября [7 октября] 1866, село Рамонье, Новохопёрский уезд, Воронежская губерния, Российская империя — 27 июля 1945, Москва, РСФСР, СССР) — российский революционер. Один из первых российских рабочих социал-демократов. Отец Н. С. Аллилуевой и П. С. Аллилуева, тесть Сталина.

## Биография
Родился в селе Рамонье Воронежской губернии 7 октября 1866 года в семье Якова Трофимовича (1841—1907) и Марфы Прокофьевны (1841—1928) Аллилуевых. Отец был кучером, а мать — горничной в барском доме. Его внучка Светлана Аллилуева утверждала, что он был наполовину цыганом. После смерти отца семейства от холеры мать осталась с пятью маленькими детьми. В двенадцать лет Сергей вынужден был пойти «в люди».
В августе 1890 года Аллилуев вместе с товарищем выехал во Владикавказ, откуда по Военно-Грузинской дороге они добрались до Тифлиса, где Аллилуев устроился работать в железнодорожные мастерские. Там Аллилуев познакомился с Алексеем Пешковым (Максим Горький).
В июле 1896 года Аллилуев ушёл из мастерских и занял должность помощника машиниста в депо станции Михайлово (ныне Хашури).
Весной 1899 года из-за заболевания малярией вынужден был оставить Михайлово и вместе с семьей переехал в Екатеринослав, где познакомился с Г. И. Петровским. В конце декабря 1899 года Аллилуевы возвратились в Тифлис. Участник тифлисской маёвки 1900 года.
За революционную деятельность в 1903 году ему было запрещено жить на Кавказе. Переехал в Ростов, затем (1907 — 1918) жил в Санкт-Петербурге (Петрограде). По свидетельству Ирины Гогуа, Л. Б. Красин «устроил Аллилуеву заведование подстанцией. Была эта подстанция в Петербурге».
Его квартира в доме 17-а по 10-й Рождественской улице постоянно использовалась большевиками для конспиративных встреч.
После февраля 1917 года Сталин приехал из туруханской ссылки в Петроград и жил у С. Я. Аллилуева. В этой же квартире в июле 1917 г. некоторое время укрывался Ленин.
В 1938 году квартиру сделали мемориальной, и она стала называться «Музей-квартира И. В. Сталина» (после осуждения культа Сталина она была переименована в «Музей-квартиру В. И. Ленина», сейчас «Музей-квартира Аллилуевых»).
В годы гражданской войны С. Я. Аллилуев вёл подпольную работу на Украине и в Крыму.
После революции работал в области электрификации, строил Шатурскую ГЭС, работал в «Ленэнерго».

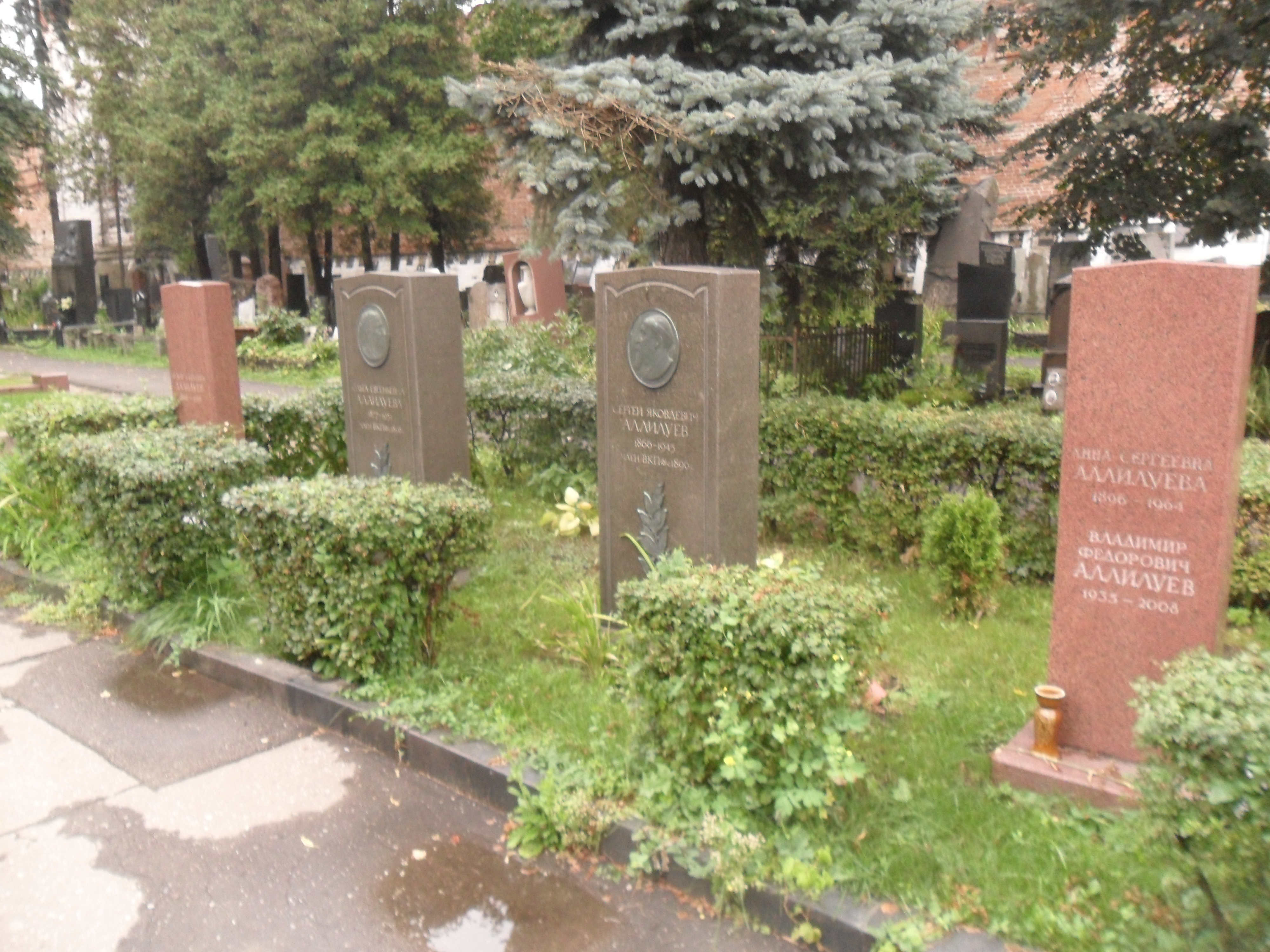
Могилы Аллилуевых на Новодевичьем кладбище. Могила Сергея Яковлевича — вторая справа.

Умер С. Я. Аллилуев в Москве от рака желудка в 1945 году. Похоронен на Новодевичьем кладбище. Оставил мемуары.

### Семья
Женился в 1893 году на жительнице Тифлиса Ольге Евгеньевне Федоренко (1877 — 1951).
Четверо их детей — Павел (1894 — 1938), Анна (1896 — 1964), Фёдор (1898 — 1955) и Надежда (1901 — 1932) — родились на Кавказе, выросли в Петрограде, учились в гимназии. Надежда Аллилуева стала женой Сталина.